# Stictonectes
Stictonectes is een geslacht van kevers uit de familie  waterroofkevers (Dytiscidae).
Het geslacht is voor het eerst wetenschappelijk beschreven in 1943 door Brinck.

## Soorten
Het geslacht omvat de volgende soorten:
- Stictonectes azruensis (Théry, 1933)
- Stictonectes canariensis Machado, 1987
- Stictonectes epipleuricus (Seidlitz, 1887)
- Stictonectes escheri (Aubé, 1838)
- Stictonectes formosus (Aubé, 1838)
- Stictonectes lepidus (Olivier, 1795)
- Stictonectes occidentalis Fresneda & Fery, 1990
- Stictonectes optatus (Seidlitz, 1887)
- Stictonectes rufulus (Aubé, 1838)
- Stictonectes samai Schizzerotto, 1988